# Federación de Fútbol de Islandia
La Federación de Fútbol de Islandia (KSÍ) (en islandés: Knattspyrnusamband Íslands) es el organismo encargado de la organización del fútbol en Islandia. Fue fundada en 1947 y está afiliada a la FIFA desde 1947. En 1954 fue una de las asociaciones fundacionales de la UEFA. Se encarga de la organización de la Liga y la Copa de Islandia, así como los partidos de la Selección de fútbol de Islandia en sus distintas categorías. Su sede central se encuentra en Reykjavík, la capital del país.

## Presidentes
La Federación de Fútbol de Islandia tuvo los siguientes presidentes:
- Agnar K. Jónsson (1947–1948)[1]

- Jón Sigurðsson (1948–1952)[2]

- Sigurjón Jónsson (1952–1954)[3]

- Björgvin Schram (1954–1968)[4]

- Albert Guðmundsson (1968–1973)[5]

- Ellert B. Schram (1973–1989)[6]

- Eggert Magnússon (1989–2007)[7][8]

- Geir Þorsteinsson (2007–2017)

- Guðni Bergsson (2017– Act.)

## Equipos nacionales
- Selección de fútbol sub-15 de Islandia
- Selección de fútbol sub-17 de Islandia
- Selección de fútbol sub-19 de Islandia
- Selección de fútbol sub-21 de Islandia
- Selección mayor masculina de fútbol de Islandia
- Selección femenina de fútbol de Islandia
- Selección de fútbol sala de Islandia